# Luke Woolfenden
Luke Matthew Woolfenden, dit Luke Woolfenden, né le 21 octobre 1998 à Ipswich en Angleterre, est un footballeur anglais qui joue au poste d'défenseur central à Ipswich Town.

## Biographie
Natif d'Ipswich en Angleterre, Luke Woolfenden est formé par Ipswich Town. Il signe son premier contrat pro en 2017. Il fait ses débuts le 8 août 2017 lors d'un match de la Coupe de la Ligue contre Luton Town.
Pour les saisons 2017-18 et 2018-19, il est prêté à Bromley et Swindon Town.

## Palmarès
Ipswich Town
- Football League One (D3)
  - Vice-champion en 2022-23

- Championship (D2)
  - Vice-champion en 2023-24